# Club Fútbol Atlético Izabal
El Club Fútbol Atlético Izabal, más conocido como CFA Izabal, es una entidad deportiva de fútbol, perteneciente al departamento de Izabal, el club solo ha brillado en la Liga, coronándose 9 veces campeón, este equipo también ha atraído una gran rivalidad con el ACF Zacapa, creando el clásico oriental.

## Historia
El club se formó en 1948, comenzando a jugar partidos amistosos con los equipos vecinos, en la Liga comenzó a dar frutos, siendo uno de los equipos más fuertes del país, y dado a los maravillosos resultados que conseguían, se proclamaron campeones en la Primera Edición del Torneo Nacional de Guatemala, dando este título grandes expectativas al club.

## Década de los 50

### 1954
Los Tiburones se defendían muy bien en casa, llegando a obtener resultados muy buenos, incluyendo partidos amistosos. El equipo estaba orgulloso de su forma de juego, y ni hablar de los aficionados, y este aliento de victoria que tenían los llevaría a su segunda coronación, el equipo cosechó tan buenos resultados que llegaron a quedar invictos, y ganando su título. 

### 1956
Tras el 1955 que no hubo época especial, el equipo nor-oriental puso como blanco nuevamente la Liga, y dando una gran actuación en la Primera Etapa de 1956, esta vez no tendrían el logro de invicto, pero si el de menos partidos perdidos, empatados y más partidos ganados, el equipo era una máquina imparable, siempre que se disputaba un partido en el Estadio Roy Fearon, los hinchas no faltaban y algunos hasta reclamaban que porque el equipo no era reconocido por la FIFA, pero el presidente del club no le importó, al igual que varios aficionados, lo cual su punto de vista era que ellos eran fuertes y no necesitaban reconocimiento de la FIFA. En la Segunda Etapa de 1956 el club logró quedar en segundo lugar, al igual que en la Primera Etapa de 1957.

## La Coronación Sigue
En el Apertura de 1961, el club tendría una nueva estrella llamada: Wilder Cabrera, nacido en Escuintla, este hombre les daría el cuarto título de su historia, y haciendo que el club tuviera gran inspiración en el país. Pero la directiva del club vendió al jugador y a otros que mantenían a Los Tiburones fuertes. El tiempo de sequía llegaría, porque pasaron como una década sin ganar algún título, pero eso cambió en 1972.
En el Clausura de 1972 el Club obtendría su quinto título de Liga, esto les daba nuevamente felicidad a los hinchas del equipo, que llevaban las ganas de ver a su equipo coronarse. Luego perdían las esperanzas porque pasaban como 3 años sin ganar, pero en el Clausura 1975, vuelven a proclamarse campeones, llegando como campeón defensor al Apertura de 1975, donde obtendrían su segundo título consecutivo.

## Una Larga Sequía
Después de conseguir el bicampeonato, el equipo comenzó a bajar de nivel, y esto dio gran bajón en la liga.
El equipo se vio envuelto de una larga sequía de más de 15 años, donde no podía contra los clubes que le sabían muy bien su técnica. Tuvo varios entrenadores pero ninguno logró darles el título, llegarían oportunidades pero siempre eran desaprovechadas. Pero ni los fichajes ayudaban al equipo.

## Década de los 90

### Apertura 1991: Un nuevo título Izabalence
Los hinchas izabalences no perdían las esperanzas, a pesar de su larga sequía, el equipo de Izabal, empezaría con una buena campaña, obteniendo una racha de 16 victorias, lo cual los pondría en el primer lugar de la tabla, y luego se definieran como campeones de Guatemala, y esto gracias al venezolano Oscar Orozco, que era el goleador del equipo, y también por una buena y coordinada defensa que obtenía el club.

### Clausura 1997
En esta Clausura el club tiene nuevos jugadores y sobre todo, profesionales. Esto daba gran potencia al equipo, y tras su notable táctica de fútbol, Los Píratas conseguían su noveno título, que era mandado por el guatemalteco Carlos Culajay, que dio muy buenos resultados en todo el torneo, pero sin embargo lo último que quedaba de la década no pudo conseguir otro título, la felicidad duró poco y el equipo nor-oriental empezó a fallar, su marca descendió mucho, y no pudo levantarse.
En la final de la Copa de Guatemala 1999, el club llega a ser finalista, pero es vencido por el AC Retalhuleu, siendo esta la última ocasión en la que el club izabalence ha estado en la final de dicha copa.

## Década Reciente
Desde la hazaña de la Copa de Guatemala 1999, el club no ha vuelto a poner un pie en la final, ni siquiera en la liga, el club ha descendido mucho, pero sigue su intento de ser temible en su estadio, donde no cualquiera lo puede vencer, lo que antes era reconocido un club grande, fue desapareciendo al igual que su archirrival el ACF Zacapa. En el Apertura 2011, el club quedó séptimo lugar, quedando muy cerca de disputar la fase previa de la Copa de Guatemala 2012, pero gracias a ese séptimo lugar, el equipo está ubicado en los octavos de final.
- Datos: Q6413012